# Nolay (Costa d'Or)
Nolay és un municipi francès, situat al departament de la Costa d'Or i a la regió de Borgonya - Franc Comtat. L'any 2007 tenia 1.482 habitants.

## Demografia

### Població
El 2007 la població de fet de Nolay era de 1.482 persones. Hi havia 604 famílies, de les quals 231 eren unipersonals (78 homes vivint sols i 153 dones vivint soles), 200 parelles sense fills, 161 parelles amb fills i 12 famílies monoparentals amb fills.
La població ha evolucionat segons el següent gràfic:
Habitants censats

### Habitatges
El 2007 hi havia 860 habitatges, 635 eren l'habitatge principal de la família, 83 eren segones residències i 141 estaven desocupats. 678 eren cases i 179 eren apartaments. Dels 635 habitatges principals, 435 estaven ocupats pels seus propietaris, 170 estaven llogats i ocupats pels llogaters i 30 estaven cedits a títol gratuït; 8 tenien una cambra, 61 en tenien dues, 115 en tenien tres, 188 en tenien quatre i 264 en tenien cinc o més. 387 habitatges disposaven pel capbaix d'una plaça de pàrquing. A 292 habitatges hi havia un automòbil i a 218 n'hi havia dos o més.

### Piràmide de població
La piràmide de població per edats i sexe el 2009 era:
| Homes | Edats   | Dones |
| ----- | ------- | ----- |
| 0     | 95 o +  | 24    |
| 8     | 90 a 94 | 20    |
| 0     | 85 a 89 | 60    |
| 12    | 80 a 84 | 44    |
| 24    | 75 a 79 | 56    |
| 32    | 70 a 74 | 32    |
| 40    | 65 a 69 | 52    |
| 40    | 60 a 64 | 56    |
| 28    | 55 a 59 | 28    |
| 52    | 50 a 54 | 44    |
| 44    | 45 a 49 | 56    |
| 64    | 40 a 44 | 60    |
| 68    | 35 a 39 | 60    |
| 36    | 30 a 34 | 28    |
| 48    | 25 a 29 | 24    |
| 40    | 20 a 24 | 32    |
| 52    | 15 a 19 | 72    |
| 44    | 10 a 14 | 52    |
| 36    | 5 a 9   | 12    |
| 32    | 0 a 4   | 24    |

## Economia
El 2007 la població en edat de treballar era de 880 persones, 618 eren actives i 262 eren inactives. De les 618 persones actives 554 estaven ocupades (288 homes i 266 dones) i 63 estaven aturades (28 homes i 35 dones). De les 262 persones inactives 96 estaven jubilades, 55 estaven estudiant i 111 estaven classificades com a «altres inactius».

### Ingressos
El 2009 a Nolay hi havia 642 unitats fiscals que integraven 1.390 persones, la mediana anual d'ingressos fiscals per persona era de 16.851,5 €.

### Activitats econòmiques
Dels 103 establiments que hi havia el 2007, 6 eren d'empreses alimentàries, 2 d'empreses de fabricació de material elèctric, 5 d'empreses de fabricació d'altres productes industrials, 9 d'empreses de construcció, 29 d'empreses de comerç i reparació d'automòbils, 4 d'empreses de transport, 12 d'empreses d'hostatgeria i restauració, 7 d'empreses financeres, 2 d'empreses immobiliàries, 9 d'empreses de serveis, 14 d'entitats de l'administració pública i 4 d'empreses classificades com a «altres activitats de serveis».
Dels 35 establiments de servei als particulars que hi havia el 2009, 1 era una oficina d'administració d'Hisenda pública, 1 gendarmeria, 1 oficina de correu, 5 oficines bancàries, 3 tallers de reparació d'automòbils i de material agrícola, 1 taller d'inspecció tècnica de vehicles, 1 paleta, 1 guixaire pintor, 2 fusteries, 3 lampisteries, 1 electricista, 4 perruqueries, 1 veterinari, 8 restaurants i 2 agències immobiliàries.
Dels 9 establiments comercials que hi havia el 2009, 1 era un hipermercat, 2 botiges de menys de 120 m², 2 fleques, 2 carnisseries, 1 una peixateria i 1 una joieria.
L'any 2000 a Nolay hi havia 21 explotacions agrícoles que ocupaven un total de 512 hectàrees.

## Equipaments sanitaris i escolars
Els 2 equipaments sanitaris que hi havia el 2009 eren farmàcies.
El 2009 hi havia 1 escola maternal i 1 escola elemental. Nolay disposava d'un col·legi d'educació secundària amb 135 alumnes.

## Poblacions properes
El següent diagrama mostra les poblacions més properes.